# Tiny Habits
Tiny Habits — американський фолк-поп гурт, створений у Бостоні в 2022 році. До складу тріо входять студенти музичного коледжу Берклі, Сіня Хан (Cinya Khan) і Майя Рей (Maya Rae), а також випускник Джуда Мейова (Judah Mayowa).
Їхній перший мініальбом Tiny Things вийшов у квітні 2023 року.

## Історія
Хан, Рей і Мейова познайомилися як студенти музичного коледжу Berklee College of Music в Бостоні навесні 2021 року під час пандемії COVID-19. Вони жили в одному гуртожитку, співали кавери на старі пісні, записували відеоролики і викладали їх в соціальні мережі. Після того, як кілька їхніх відео стали вірусними в TikTok і Instagram, вони вирішили офіційно створити гурт Tiny Habits в січні 2022 року.
Гурт Tiny Habits співає все, від поп-хітів початку 2000-х і улюблених сучасних інді, до власних авторських творів.
Вони гастролювали разом із кількома фолк та інді-виконавцями.
Гурт Tiny Habits відкривав різдвяний тур Інгрід Майклсон (Ingrid Michaelson) у 2022 році, а також відкривав північноамериканський тур Грейсі Абрамс (Gracie Abrams) навесні 2023 року.
У листопаді 2022 року гурт заспівав бек-вокал для Ліззі МакАлпайн (Lizzy McAlpine) на її концерті Tiny Desk, відео якого станом на липень 2023 року отримало понад 1,6 мільйона переглядів.
Пісня гурту Tiny Habits, «Embers», була представлена в саундтреку до фільму Netflix, Your Place or Mine, 2023 року.
У квітні 2023 року тріо випустило свій перший мініальбом Tiny Things.
Гурт Tiny Habits виступив хедлайнером свого першого туру в червні 2023 року.
Планується, що гурт буде виступати для Ліззі МакАлпайн під час європейської частини її туру восени 2023 року.
У листопаді 2023 року гурт Tiny Habits оголосив про свій майбутній хедлайнерський тур «Little Bit Farther» у Північній Америці та Європі, який відбудеться навесні 2024 року. Відкривачами туру будуть гурт Beane у Північній Америці та гурт Shallow Alcove у Європі та Великій Британії.

## Дискографія

### Мініальбоми
| Назва       | Подробиці |
| ----------- | --- |
| Tiny Things | - Випущено: 12 квітня 2023 - Лейбл: Harbor Artists & Music - Формати: потокове передавання, цифрове завантаження |